# لانوسترول
لانوسترول (به انگلیسی: Lanosterol) با فرمول شیمیایی C۳۰H۵۰O یک ترکیب شیمیایی با شناسه پاب‌کم ۲۴۶۹۸۳ است. که جرم مولی آن ۴۲۶٫۷۱ g/mol می‌باشد. 